# Поконо-Спрінгс (Пенсільванія)
Поконо-Спрінгс (англ. Pocono Springs) — переписна місцевість (CDP) в США, в окрузі Вейн штату Пенсільванія. Населення — 1051 особа (2020).

## Географія
Поконо-Спрінгс розташоване за координатами 41°16′46″ пн. ш. 75°24′5″ зх. д. / 41.27944° пн. ш. 75.40139° зх. д. (41.279578, -75.401457).  За даними Бюро перепису населення США в 2010 році переписна місцевість мала площу 10,31 км², з яких 9,85 км² — суходіл та 0,46 км² — водойми.

## Демографія
Згідно з переписом 2010 року, у переписній місцевості мешкало 926 осіб у 383 домогосподарствах у складі 269 родин. Густота населення становила 90 осіб/км².  Було 866 помешкань (84/км²).
Расовий склад населення:
| - 92,1 % — білих - 3,5 % — чорних або афроамериканців - 1,1 % — азіатів - 0,1 % — вихідців з тихоокеанських островів - 1,2 % — осіб інших рас |

До двох чи більше рас належало 2,1 %. Частка іспаномовних становила 5,1 % від усіх жителів.
За віковим діапазоном населення розподілялося таким чином: 18,8 % — особи молодші 18 років, 65,5 % — особи у віці 18—64 років, 15,7 % — особи у віці 65 років та старші. Медіана віку мешканця становила 46,6 року. На 100 осіб жіночої статі у переписній місцевості припадало 103,5 чоловіків;  на 100 жінок у віці від 18 років та старших — 103,2 чоловіків також старших 18 років.
Середній дохід на одне домашнє господарство  становив 85 213 долари США (медіана — 62 083), а середній дохід на одну сім'ю — 85 866 доларів (медіана — 65 446). Медіана доходів становила 53 917 доларів для чоловіків та 34 420 доларів для жінок. За межею бідності перебувало 7,4 % осіб, у тому числі 25,4 % дітей у віці до 18 років та 3,5 % осіб у віці 65 років та старших.
Цивільне працевлаштоване населення становило 504 особи. Основні галузі зайнятості: роздрібна торгівля — 15,7 %, науковці, спеціалісти, менеджери — 14,9 %, публічна адміністрація — 14,5 %.